# Strakonice (huyện)
Huyện Strakonice (tiếng Séc: Okres Strakonice) là một huyện (okres) nằm trong vùng Nam Bohemia của Cộng hòa Séc. Huyện Strakonice có diện tích 1032 km², dân số năm 2002 là 69496 người. Thủ phủ huyện đóng ở Strakonice. Huyện này có 112 khu tự quản.

## Các khu tự quản
Huyện Strakonice có 112 khu tự quản sau: